# Râul Șoala
Râul Șoala este un curs de apă, afluent al râului Vișa. 

## Hărți
- Harta județului Sibiu